# العلاقات الجزائرية الفرنسية
العلاقات بين الجزائر وفرنسا هي علاقات دولية تمارس بين الجزائر والجمهورية الفرنسية. تتميز هذه العلاقات بوجود سفارتين، سفارة الجزائر في فرنسا وسفارة فرنسا في الجزائر.

## سياق تاريخي
غشت 2025، القضاء الفرنسي يستعد لإصدار مذكرة توقيف ثانية بحق ‎حسام الدين بواعزيز، مسؤول ب ‎القنصلية الجزائرية في ‎كريتاي، بعد أيام من مذكرة أولى طالت السكرتير الأول السابق لسفارة الجزائر في ‎باريس… و ‎الجزائر أخدت علما بذالك ولتزمت الصمت.   

## معرض صور

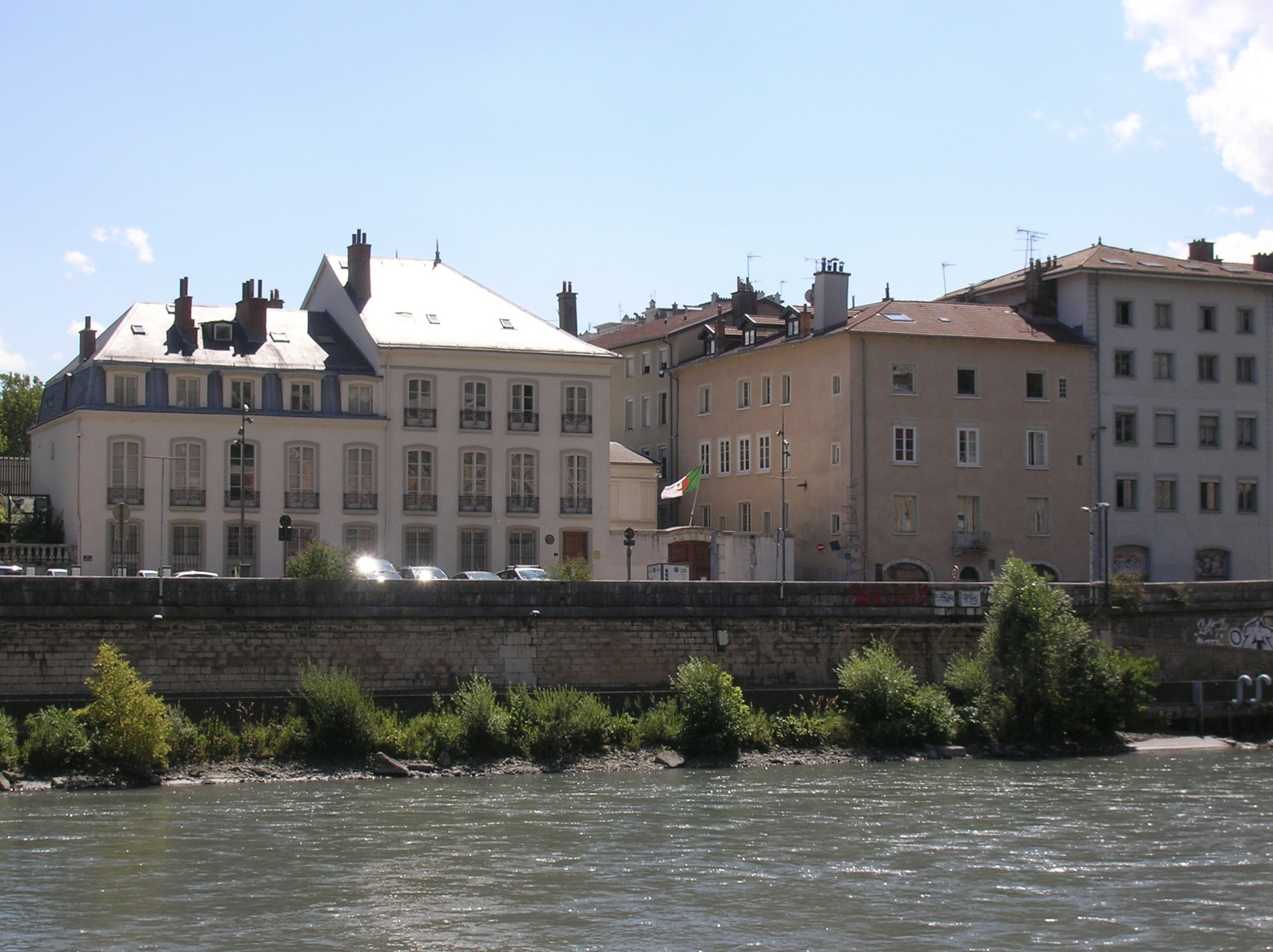
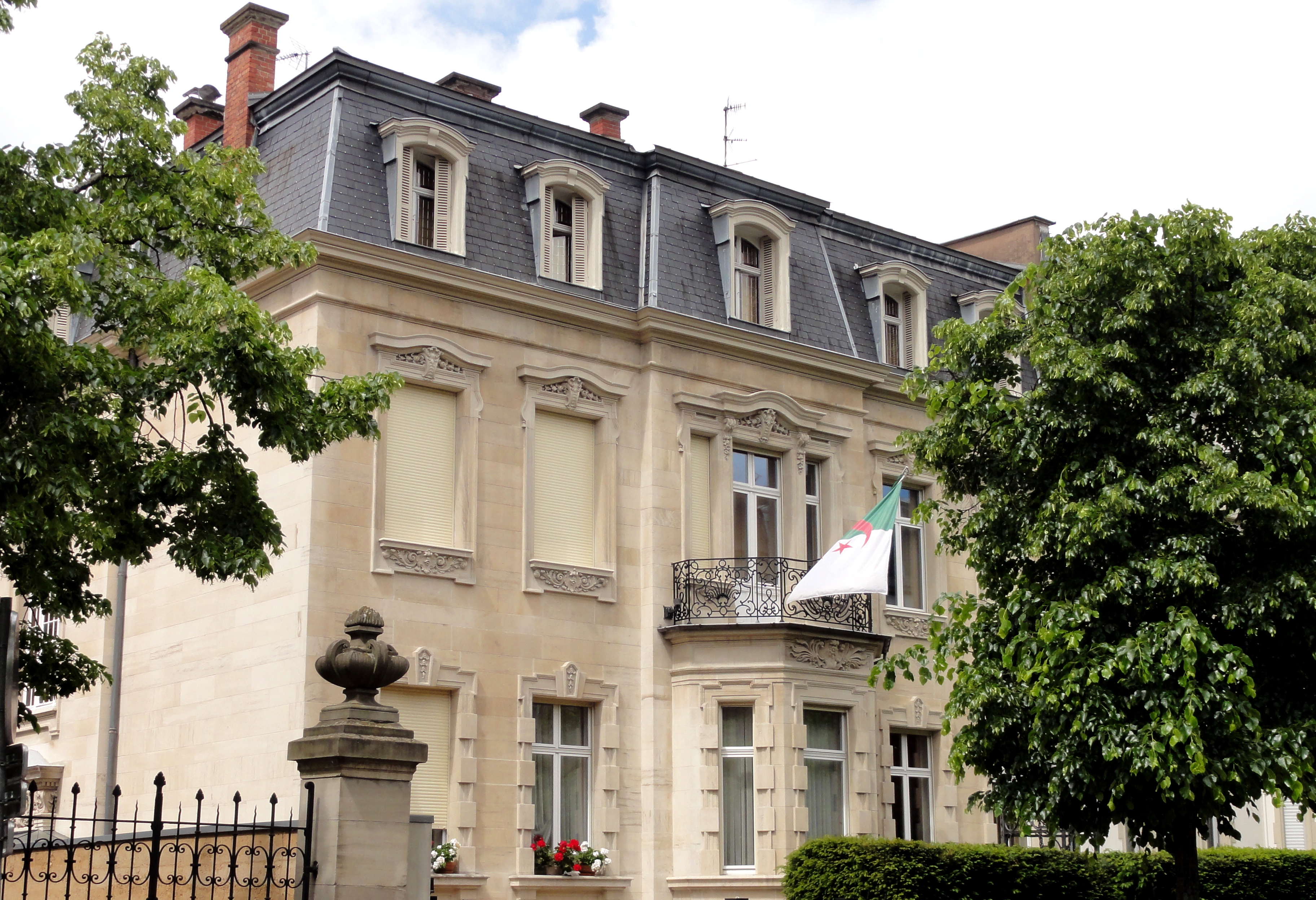
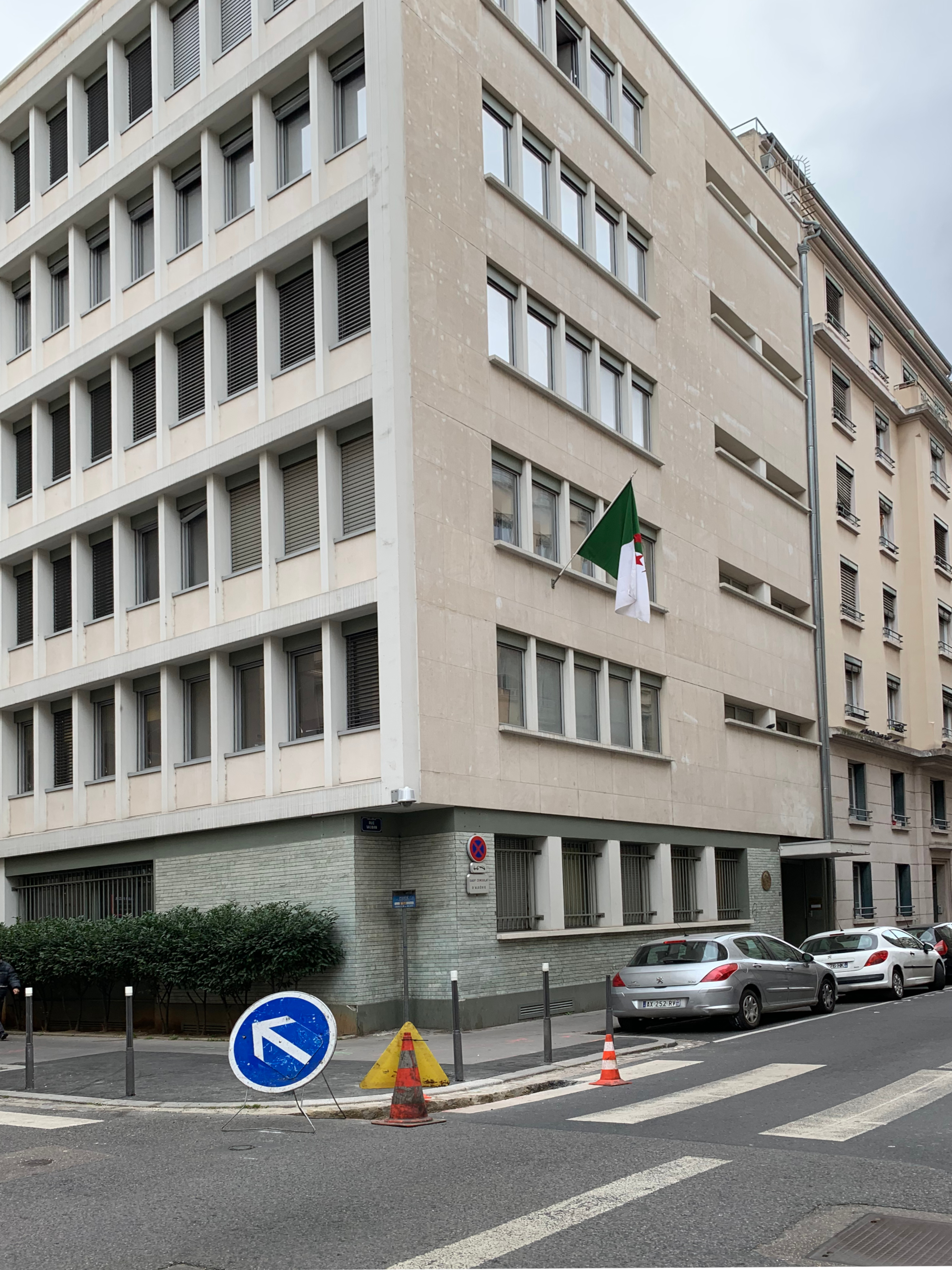
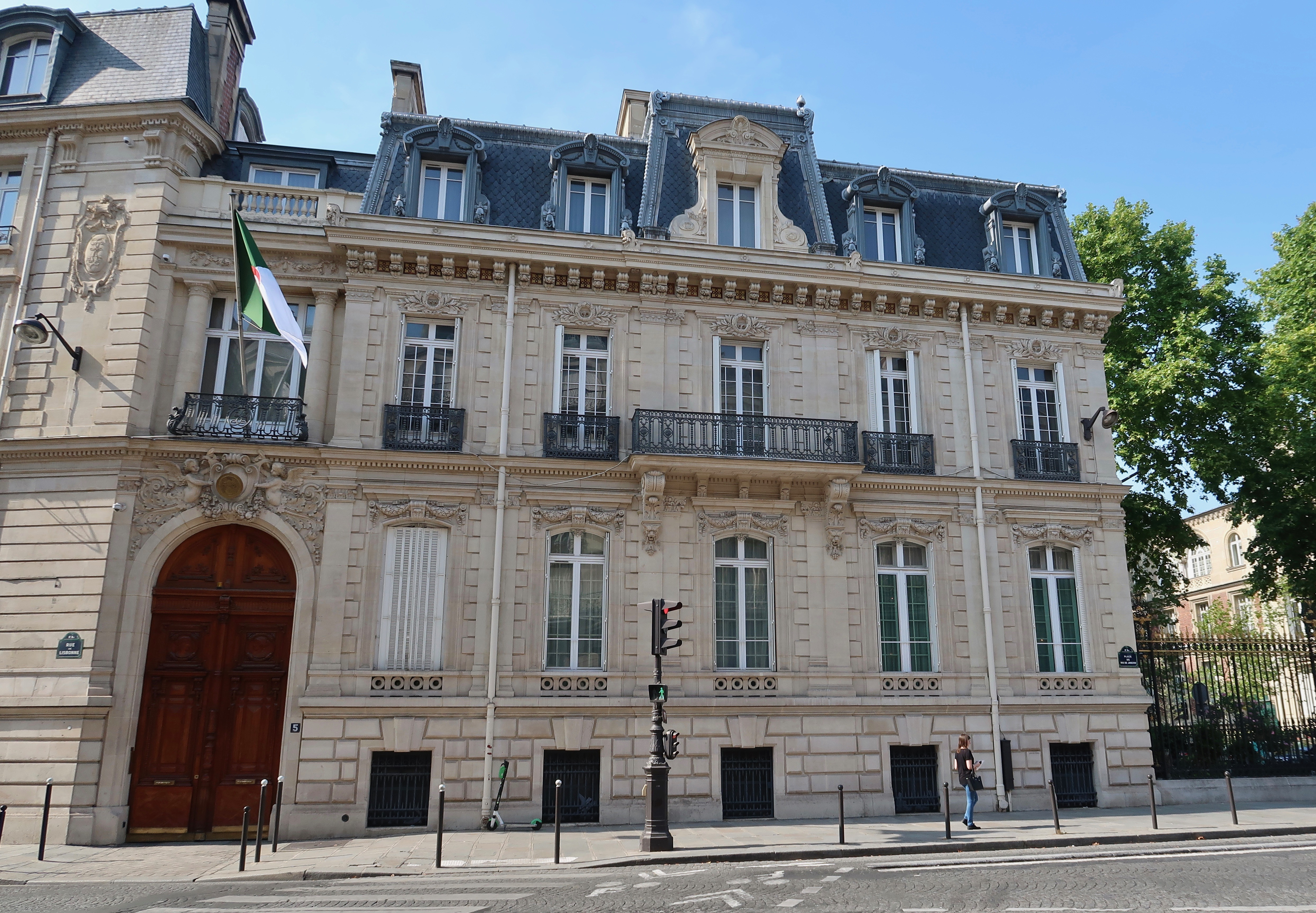
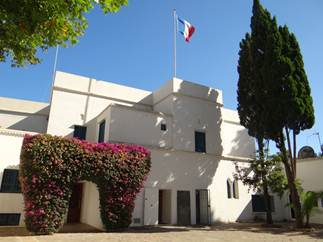
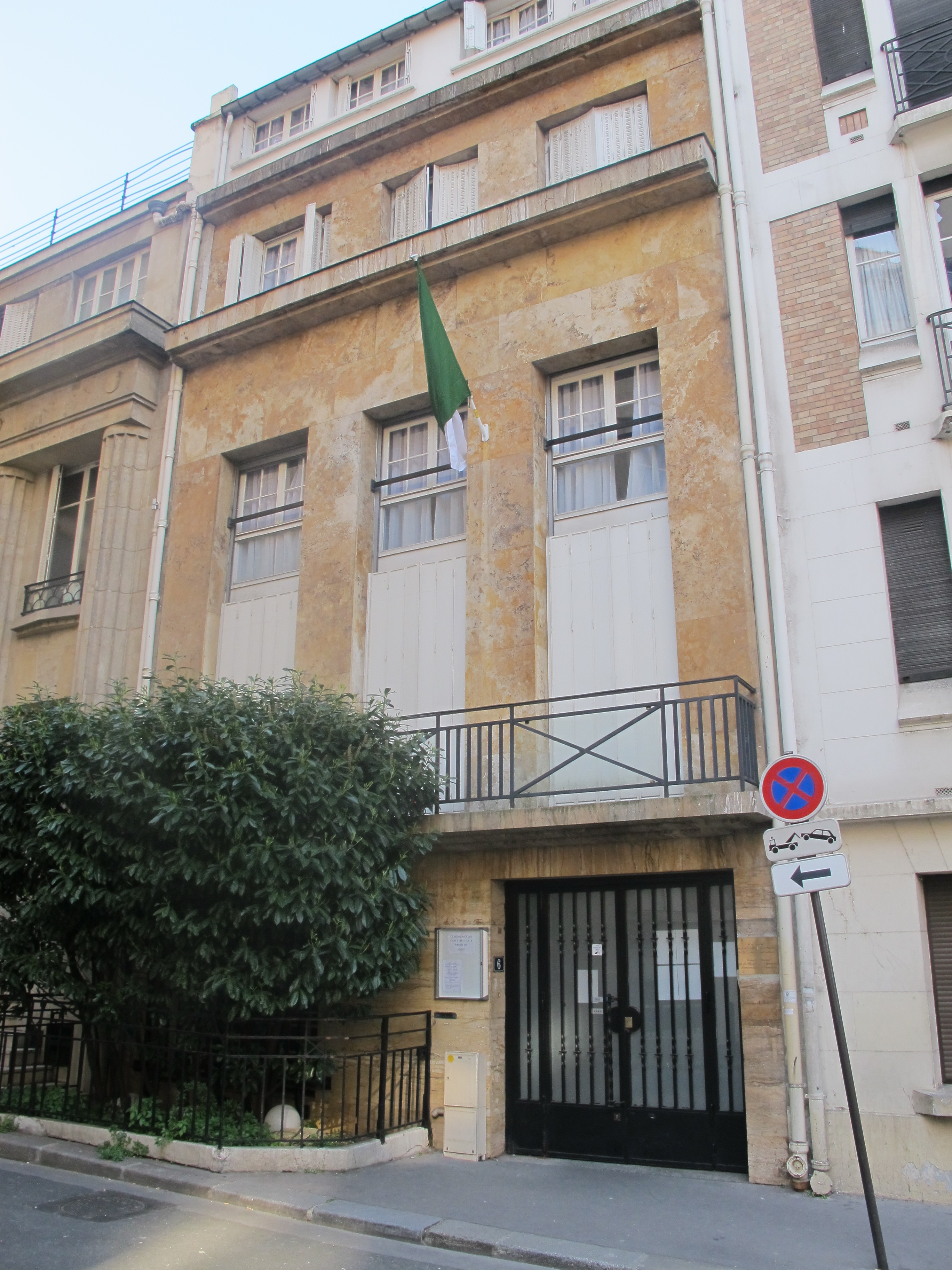